# Mehé
Mehé est une localité du Cameroun située dans le département du Mayo-Sava et la Région de l'Extrême-Nord, à proximité de la frontière avec le Nigeria. Elle fait partie de la commune de Mora et du canton de Mémé. 

## Population
En 1966-1967, la localité comptait 657 habitants, des Peuls, des Mandara, des Kanouri, des Arabes choua et des Mada.
Lors du recensement de 2005, on y a dénombré 1 484 personnes.